# Division I 1976-1977
La Division I 1976-1977 è stata la 74ª edizione della massima serie del campionato belga di calcio disputata tra il settembre 1976 e il maggio 1977 e conclusa con la vittoria del Club Bruges, al suo quarto titolo e secondo consecutivo.
Capocannoniere del torneo fu François Vander Elst (Anderlecht), con 21 reti.

## Formula
Il numero di squadre partecipanti passò da 19 a 18 e disputarono un turno di andata e ritorno per un totale di 34 partite.
Le ultime 2 classificate retrocedettero in Division 2.
Le società ammesse alle coppe europee furono quattro: la squadra campione si qualificò alla Coppa dei Campioni 1977-1978, seconda e terza e classificata alla Coppa UEFA 1977-1978 e la vincitrice della coppa nazionale alla Coppa delle Coppe 1977-1978.

## Classifica finale
|    | Classifica        | G  | V  | N  | P  | GF | GS | Dif | Pt |
| -- | ----------------- | -- | -- | -- | -- | -- | -- | --- | -- |
| 1  | Club Bruges       | 34 | 23 | 6  | 5  | 72 | 30 | 42  | 52 |
| 2  | Anderlecht        | 34 | 21 | 6  | 7  | 74 | 37 | 37  | 48 |
| 3  | Standard Liegi    | 34 | 18 | 9  | 7  | 51 | 26 | 25  | 45 |
| 4  | RWD Molenbeek     | 34 | 18 | 8  | 8  | 62 | 37 | 25  | 44 |
| 5  | KSC Lokeren       | 34 | 15 | 8  | 11 | 53 | 39 | 14  | 38 |
| 6  | KSV Waregem       | 34 | 14 | 7  | 13 | 46 | 39 | 7   | 35 |
| 7  | Anversa           | 34 | 13 | 9  | 12 | 43 | 49 | -6  | 35 |
| 8  | KSV Cercle Brugge | 34 | 12 | 11 | 11 | 58 | 53 | 5   | 35 |
| 9  | K. Beerschot VAV  | 34 | 11 | 13 | 10 | 58 | 51 | 7   | 35 |
| 10 | K. Lierse SV      | 34 | 14 | 6  | 14 | 47 | 50 | -3  | 34 |
| 11 | KFC Winterslag    | 34 | 12 | 8  | 14 | 44 | 45 | -1  | 32 |
| 12 | KV Kortrijk       | 34 | 11 | 10 | 13 | 42 | 47 | -5  | 32 |
| 13 | KSK Beveren       | 34 | 11 | 9  | 14 | 35 | 43 | -8  | 31 |
| 14 | Beringen          | 34 | 8  | 10 | 16 | 40 | 57 | -17 | 26 |
| 15 | RFC Liégeois      | 34 | 10 | 5  | 19 | 39 | 79 | -40 | 25 |
| 16 | R. Charleroi SC   | 34 | 8  | 9  | 17 | 30 | 50 | -20 | 25 |
| 17 | KV Mechelen       | 34 | 6  | 8  | 20 | 38 | 67 | -29 | 20 |
| 18 | AS Oostende KM    | 34 | 6  | 8  | 20 | 39 | 72 | -33 | 20 |

### Verdetti
- Club Brugge KV campione del Belgio 1976-77.
- KV Mechelen e AS Oostende KM retrocesse in Division II.